# Ballet Jacobson
 (septembre 2018).
Si vous disposez d'ouvrages ou d'articles de référence ou si vous connaissez des sites web de qualité traitant du thème abordé ici, merci de compléter l'article en donnant les références utiles à sa vérifiabilité et en les liant à la section « Notes et références ».
Le théâtre académique d'État Leonid Jacobson de Saint-Pétersbourg ou Ballet Jacobson (en anglais: Yacobson Ballet, en russe: Санкт-Петербургский государственный академический театр балета имени Леонида Якобсона (Балет Якобсона)) est une compagnie de ballet fondée en 1969 par le chorégraphe et maître de ballet soviétique Leonid Jacobson, qui la dirigea jusqu'en 1976. Il s'agit de la première compagnie de ballet indépendante de Russie.

## Histoire
Il prend son origine dans le Théâtre des Miniatures chorégraphiques fondé par Piotr Goussev en 1966 et dirigé par Leonid Jacobson. Le Ballet Jacobson est l'une des premières compagnies de ballet qui ne soient rattachées à aucun Opéra. Leonid Jacobson a notamment collaboré avec Natalia Makarova, Alla Ossipenko, Maïa Plissetskaïa , Mikhaïl Barychnikov[réf. nécessaire]...
Depuis 2011, le Ballet Jacobson est dirigé par Andrian Fadeïev, ancien danseur principal du Mariinsky. La compagnie est composée de 85 danseurs. C'est l'une des quatre compagnies de danse majeures de Saint-Pétersbourg.